# Fabio Barbieri
Fabio Barbieri (Nago-Torbole, 5 ottobre 1947 – Padova, 1º giugno 2005) è stato un giornalista e scrittore italiano.

## Biografia
Barbieri iniziò la sua carriera da giornalista nel 1971. Nel 1984 ebbe la responsabilità della sede milanese de la Repubblica.
In seguito seguì come inviato, sempre per il quotidiano diretto da Eugenio Scalfari, la guerra del Golfo agli inizi degli anni novanta. Fu anche corrispondente per la Repubblica dalla Germania.
Dal 2000 al 2005 fu direttore di alcuni quotidiani veneti del gruppo Espresso: Il Mattino di Padova, La Nuova Venezia e La Tribuna di Treviso.
Nel dicembre 2000 si ammalò di cancro e venne ricoverato una prima volta. Nonostante le cure, decise di continuare il proprio lavoro. Morì all'ospedale di Padova cinque anni più tardi.